# Pośredni Sobkowy Przechód
Pośredni Sobkowy Przechód (słow. Zadná suchá štrbina) – przełęcz znajdująca się w górnej części Sobkowej Grani w słowackiej części Tatr Wysokich. Na wschodzie graniczy z Sobkową Czubą, pierwszym wzniesieniem w Sobkowej Grani, natomiast na zachód od niego znajduje się Sobkowy Kopiniak.
Północne stoki opadają z Pośredniego Sobkowego Przechodu do Doliny Suchej Jaworowej, południowe – do Sobkowego Żlebu. W północnych ścianach Sobkowej Grani znajduje się Niżnia Lodowa Galeria – dolny z dwóch zachodów w północno-zachodniej ścianie Lodowego Szczytu. Galeria wiedzie ku Pośredniemu Sobkowemu Przechodowi, zanika jednak w północnej ścianie Sobkowej Czuby. Na przełęcz nie prowadzą żadne szlaki turystyczne. Najdogodniejsze drogi dla taterników prowadzą z Wyżniego Sobkowego Przechodu i z dna Sobkowego Żlebu.
Pierwsze wejścia (przy przejściu granią):
- letnie – Ferenc Barcza, Imre Barcza i Oszkár Jordán, 16 maja 1910 r.,
- zimowe – Jerzy Pierzchała, 27 kwietnia 1936 r.[1]